# Britse Battlegroup
De Britse Battlegroup (Engels: British Battlegroup of UK Battlegroup) is een EU-battlegroup die geheel uit Britse strijdkrachten bestaat. Zij stond paraat van 1 januari tot 30 juni 2005 en van 1 juli tot 31 december 2008. Naast de geheel Britse Battlegroup doet het Verenigd Koninkrijk ook mee aan de Brits-Nederlandse Battlegroup, waarover het tevens de leiding heeft.

## Samenstelling en uitrusting
De twee door Britten geleide battlegroups worden gevormd uit de Joint Rapid Reaction Force, een type snelle reactie-eenheid afkomstig uit ofwel de 3 Commando Brigade of de 16 Air Assault Brigade, hetgeen eliteformaties van commando- en luchtlandingstroepen zijn.
Balkan Battlegroup · Battlegroup I-2010 · Battlegroup 107 · Britse Battlegroup · Brits-Nederlandse Battlegroup · EUBG 2014 II · Eurofor · Italiaans-Roemeens-Turkse Battlegroup · Multinational Land Force · Noordse Battlegroup · Spaans-Italiaanse Amfibische Battlegroup · Tsjechisch-Slowaakse Battlegroup · Visegrád Battlegroup · Weimar Battlegroup